# Larinyssus
Larinyssus (лат.) — род клещей из семейства Rhinonyssidae. 
Тело овальной формы, длина идиосомы 640—1155. Подосомальный, опистосомальный и пигидиальный щитки отсутствуют. Стигмы с продолговатыми перитремами, расположены дорсолатерально. Постстигмальные щитки отсутствуют. Гнатосома расположена терминально. Дейтостернальные зубчики отсутствуют. Тритостернум отсутствует. Стернальный щиток имеется или отсутствует. Генитальный щиток имеется. Анальный щиток окружает анус, расположен вентрально. Крибрум имеется или отсутствует. Выпуклости и шипы на коксах отсутствуют.

## Классификация
- Larinyssus benoiti Fain, 1961
- Larinyssus iohanssenae Dimov, 2013[1]
- Larinyssus orbicularis Strandtmann, 1948typus